# هوغو رافاييل سوتو
هوغو رافاييل سوتو (بالإسبانية: Hugo Rafael Soto)‏ (16 أغسطس 1967 بسان فرناندو ديل فالي دي كاتاماركا في الأرجنتين - ) هو ملاكم أرجنتيني، صنّف ضمن فئة وزن الذبابة ووزن الذبابة الممتاز ‏.

## إحصائيات
خاض خلال مسيرته 69 نزالا، فاز في 55 وتعادل في 2 وخسر في 10. فاز بالضربة القاضية في 38 نزالا.

## روابط خارجية
- هوغو رافاييل سوتو على موقع بوكس ريك (الإنجليزية) (registration required)